# 金元均
金 元均（キム・ウォンギュン、 1917年1月2日-2002年4月5日）は、朝鮮民主主義人民共和国の作曲家、最高人民会議代議員。平壌音楽舞踊大学（現：金元均名称音楽総合大学）学長、朝鮮民族音楽委員会委員長、朝鮮音楽家同盟顧問、血の海歌劇団団長などを歴任した。
また、国歌である愛国歌や、国民的愛唱歌である金日成将軍の歌などを作曲。「労働英雄」「人民芸術家」の称号を持っていた。